# Palauisk (sprog)
Palauisk (a tekoi er a Belau) er et malayo-polynesisk sprog, der er hjemmehørende i Republikken Palau i Stillehavet i Oceanien., hvor det er et af de to officielle sprog sammen med engelsk. Det er meget brugt i det daglige liv i landet. Palauisk er ikke nært beslægtet med andre malayo-polynesiske sprog, og dets nøjagtige klassificering inden for grenen er uklar.